# Campeonato Europeu de Corrida de Montanha de 2006
O 12º Campeonato Europeu de Corrida de Montanha de 2006 foi organizada pela Associação Europeia de Atletismo na cidade de Úpice na República Checa no dia 9 de julho de 2006. Contou com a presença de 146 atletas em duas categorias, tendo como destaque a Itália com quatro medalhas, sendo três de ouro.

## Resultados
Esses foram os resultados da competição.

### Sênior masculino
Individual 
| Posição           | Atleta            | País       | Tempo |
| ----------------- | ----------------- | ---------- | ----- |
| Medalha de ouro   | Marco Gaiardo     | Itália     | 57.42 |
| Medalha de prata  | Selahattin Selcuk | Turquia    | 57.50 |
| Medalha de bronze | Julien Rancon     | França     | 57.59 |
| 4                 | Enrique Meneses   | Espanha    | 58.42 |
| 5                 | Gabriele Abate    | Itália     | 58.48 |
| 6                 | Mitja Kosovelj    | Eslovênia  | 58.53 |
| 7                 | Andy Jones        | Inglaterra | 59.03 |
| 8                 | Tim Davies        | Inglaterra | 59.30 |
| 9                 | Jose Carvalho     | Portugal   | 59.50 |
| 10                | Daniel Wosik      | Polónia    | 59.52 |

Equipe 
| Posição           | Equipe     | Pontos |
| ----------------- | ---------- | ------ |
| Medalha de ouro   | Itália     | 19     |
| Medalha de prata  | França     | 26     |
| Medalha de bronze | Inglaterra | 35     |

### Sênior feminino
Individual 
| Posição           | Atleta               | País      | Tempo |
| ----------------- | -------------------- | --------- | ----- |
| Medalha de ouro   | Anna Pichrtova       | Chéquia   | 39.40 |
| Medalha de prata  | Mateja Kosovelj      | Eslovênia | 41.42 |
| Medalha de bronze | Vittoria Salvini     | Itália    | 41.59 |
| 4                 | Sylvie Claus         | França    | 42.39 |
| 5                 | Marta Fernandez      | Espanha   | 42.47 |
| 6                 | Isabelle Guillot     | França    | 42.56 |
| 7                 | Maria Grazia Roberti | Itália    | 43.21 |
| 8                 | Monica Morstofolini  | Itália    | 43.38 |
| 9                 | Iva Milesova         | Chéquia   | 43.46 |
| 10                | Irena Sadkova        | Chéquia   | 44.10 |

Equipe 
| Posição           | Equipe  | Pontos |
| ----------------- | ------- | ------ |
| Medalha de ouro   | Itália  | 18     |
| Medalha de prata  | Chéquia | 20     |
| Medalha de bronze | França  | 28     |

## Quadro de medalhas
| Ordem | País       | Medalha de ouro | Medalha de prata | Medalha de bronze | Total |
| ----- | ---------- | --------------- | ---------------- | ----------------- | ----- |
| 1     | Itália     | 3               | 0                | 1                 | 4     |
| 2     | Chéquia    | 1               | 1                | 0                 | 2     |
| 3     | França     | 0               | 1                | 2                 | 3     |
| 4     | Eslovênia  | 0               | 1                | 0                 | 1     |
| 4     | Turquia    | 0               | 1                | 0                 | 1     |
| 6     | Inglaterra | 0               | 0                | 1                 | 1     |